# Jake LaTurner
Jacob Andrew Joseph LaTurner, detto Jake (Galena, 17 febbraio 1988), è un politico statunitense, membro della Camera dei Rappresentanti per lo stato del Kansas dal 2021 al 2025.

## Biografia
Nato e cresciuto nel Kansas, durante il college LaTurner lavorò nell'ufficio della deputata Lynn Jenkins.
Entrato in politica con il Partito Repubblicano, nel 2008 si candidò infruttuosamente al Senato di stato del Kansas, per poi vincere un seggio all'interno dell'assemblea nel 2012, all'età di ventiquattro anni. Nel 2017, quando Ron Estes venne eletto deputato, il governatore del Kansas Sam Brownback scelse LaTurner per succedergli nella carica di Tesoriere di Stato.
Nel 2019 annunciò inizialmente la propria candidatura per il Senato, per poi ritirarla qualche mese dopo, candidandosi invece alla Camera dei Rappresentanti contro il deputato in carica Steve Watkins. LaTurner riuscì a vincere le primarie battendo Watkins e successivamente sconfisse la sindaca democratica di Topeka Michelle De La Isla nelle elezioni generali, divenendo così deputato.